# Galerie Brockstedt

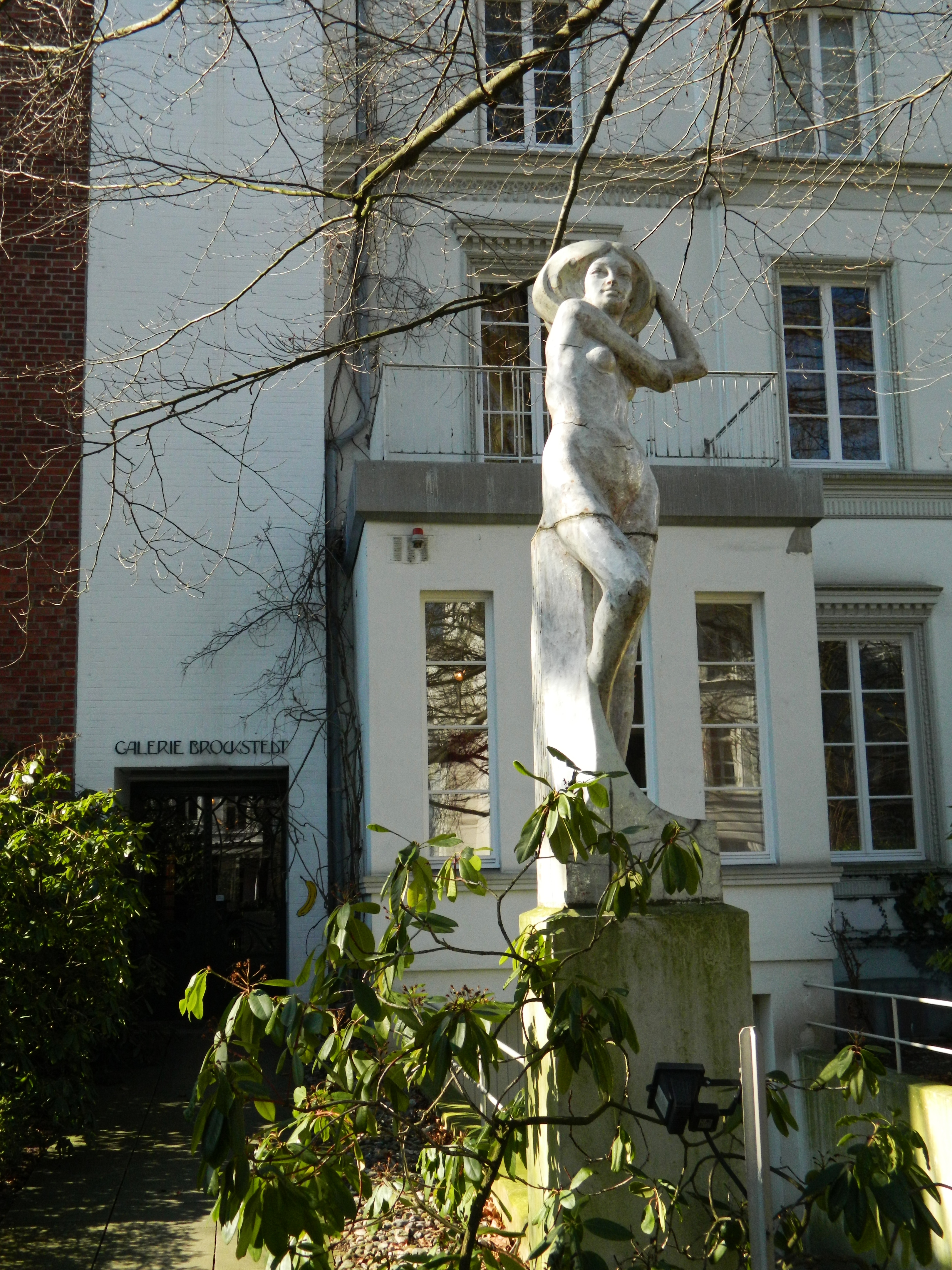
Galerie Brockstedt, Hamburg, 2013, mit einer Skulptur von Richard Luksch aus dem Jahre 1905 davor

Die Galerie Brockstedt ist eine seit 1959 bestehende Kunstgalerie in Hamburg mit einer Niederlassung in Berlin.

## Geschichte und Profil
Die Galerie Hans Brockstedt OHG wurde 1957 von Hans Brockstedt als Galerie für moderne Kunst in Hannover am Georgsplatz 10 gegründet. 1959 erfolgte der Umzug der Galerie nach Hamburg in die Warburgstraße 7 als Nachbar des Künstlers Horst Janssen. Nach einem weiteren Umzug im Jahr 1961 in die Poststraße 36 / Ecke Hohe Bleichen befindet sich die Galerie seit 1970 in Hamburg-Pöseldorf in der Magdalenenstraße 11. Im Jahr 1992 wurde eine Dependance in Berlin-Halensee, zuerst in der Joachim-Friedrich-Straße, dann in Berlin-Wilmersdorf in der Sächsischen Straße, später in Berlin-Charlottenburg in der Mommsenstraße 59 (seit 2001) eröffnet, die von Boris Brockstedt, dem Sohn von Hans Brockstedt, geleitet wird. Die Galerie Brockstedt wurde zunächst durch ihre Arbeit mit den Künstlern des Expressionismus wie Marc Chagall, Alexej Jawlensky, Emil Nolde, Karl Schmidt-Rottluff und der Neuen Sachlichkeit (Otto Dix, George Grosz, Franz Radziwill, Christian Schad) bekannt. Später setzte sie sich für die Gruppe der Kölner Progressiven (Gerd Arntz, Otto Freundlich, Heinrich Hoerle und Franz Seiwert) ein.
Aus der Zusammenarbeit mit dem Künstler Horst Janssen resultiert die intensive Betreuung des Nachlasses. Die Nachlässe von Ivo Hauptmann, Paul Joostens und Richard Oelze werden ebenfalls von der Galerie Brockstedt betreut.
In den 1960er und 1970er Jahren verkaufte die Galerie kunstgewerbliche Arbeiten des Jugendstil und des Art déco vor allem aus Frankreich und Österreich. Neben den unterschiedlichen Schwerpunkten der Klassischen Moderne – besonders der ersten drei Jahrzehnte des 20. Jahrhunderts – stellt die Galerie Brockstedt eine große Anzahl von Nachkriegsrealisten (Johannes Grützke, Francisco López Hernández, Siegfried Klapper, Isabel Quintanilla, Annette Schröter, Reinhard Stangl, Diether Kressel, Bruno Bruni, Friedrich Meckseper u. a.), Künstler des Deutschen Informel (Willi Baumeister, Ernst Wilhelm Nay und Emil Schumacher) sowie zeitgenössische abstrakte Künstler (Mark Safan, Jupp Linssen, Gust Romijn) aus. Zum zeitgenössischen Programm gehören die Maler Tino Geiß und Rocco Hettwer.
Im Sinne der 1920er Jahre präsentierten die Galeristen Hans und Boris Brockstedt in Hamburg und Berlin figürliche Malerei und Bildhauerei parallel zu nonfigürlichen Positionen und gaben den Künstlern Gelegenheit, auf verschiedenartigste Weise und in den unterschiedlichsten Techniken Aussagen und Sichtweisen darzustellen.
Das Familienunternehmen wird heute bereits in der zweiten Generation geführt. Der Firmengründer Hans Brockstedt verstarb im Herbst 2017. Am 1. Juli 2021 wurde der Ausstellungsbetrieb in Hamburg eingestellt.
Die Galerie Brockstedt ist Mitglied im Landesverband Berliner Galerien, im Landesverband Hamburger Galerie und im Bundesverband Deutscher Galerien und Kunsthändler e. V.